# 小川一乗
小川 一乘（おがわ いちじょう、1936年 - ）は、日本の仏教学者、文学博士、真宗大谷派の僧侶。大谷大学名誉教授、真宗大谷派講師、西照寺住職。元大谷大学学長、元真宗大谷派教学研究所所長。専攻はインド仏教学。

## 来歴
北海道出身。1959年、大谷大学文学部を卒業。1965年、大谷大学大学院博士課程を満期退学。

## 著書
- 『空性思想の研究』全3冊（文栄堂書店, 1976年-1988年）
- 『大乗仏教の根本思想』（法藏館, 1995年） ISBN 4831878324
- 『小川一乗講話選集』全3冊（法藏館, 2002年）
- 『親鸞と大乗仏教 : 大谷大学最終講義「大乗の中の至極」』（法藏館, 2004年- ）　ISBN 4831886947
- 『小川一乗仏教思想論集』（法藏館, 2004年- ）　ISBN 4831833746
- 『親鸞と大乗仏教』（法藏館, 2004年）　ISBN 4831886947
- 『親鸞が出遇った釈尊 -浄土思想の正意』筑摩書房〈シリーズ親鸞 第二巻〉、2010年、ISBN 978-4-480-32022-3

### 論文
- CiNii>小川一乗
- INBUDS>小川一乗